# Agnetina elegantula
Agnetina elegantula är en bäcksländeart som först beskrevs av František Klapálek 1905.  Agnetina elegantula ingår i släktet Agnetina och familjen jättebäcksländor. Inga underarter finns listade i Catalogue of Life.